# 杰克逊高地
杰克逊高地（英語：Jackson Heights）是坐落于纽约市皇后区西北部的一个社区，它是皇后区第3社区委员会的一部分。 杰克逊高地东邻北可乐娜，南邻埃姆赫斯特，西邻伍德赛德，西北邻阿斯托里亚，东邻东埃姆赫斯特。杰克逊高地的主要邮政编码是11372。根据到2010年美国人口普查，该区域有108,152人。

## 历史

### 早期历史
在1900年代早期的殖民地时代，这里还是一片巨大的沼泽，名为列车草原（Trains Meadow）。1909年，爱德华·A·麦克杜格尔（Edward A. MacDougall）的皇后区公司购买了132公頃（330英畝）未开发的土地和农场，并将其命名为杰克逊高地。该名字来源于约翰·C·杰克逊（John C. Jackson），他是皇后区最早居民的后裔，同时也是一位受尊敬的皇后县企业家。北方大道（Northern Boulevard）是一条横贯该社区的主要道路，它最初的名称也是杰克逊大道（Jackson Avenue）；这条路的名字仍然保留在长岛市的皇后广场和皇后区中城隧道之间的一小段。加上“高地”一词是为了呼应布鲁克林高地社区，这也意味着杰克逊高地是一个独特的地区。一开始，最容易到达该地区的方式是，从曼哈顿坐轮渡，或者经由布鲁克林大桥；1909年昆斯博罗桥的建成，使之有了更直接的交通方式；1917年，IRT法拉盛线通车，即今天的纽约地铁7号线，之后从曼哈顿过来只需要20分钟；1922年，第五大道客车公司开通了双层巴士。

### 发展
当时，有一些中等或中上等收入的工人正在寻求逃离过度拥挤的曼哈顿，而杰克逊高地当初的设想就是作为他们的新市镇。其灵感来自埃比尼泽·霍华德爵士的田园城市理论，爱德华·A·麦克杜格尔的皇后区公司于1916年将其变为现实，随着1917年法拉盛线通到这里，它开始吸引居民。皇后区公司创造了“花园公寓”这个名字，这是为了传达一个概念——这个公寓是建在私人公园的周围。虽然土地可以提供给教会，但是这些公寓被局限于白人盎格鲁-撒克逊新教徒居住，不包括犹太人和黑人，可能也不包括希腊人和意大利人。